# José Sebastián y Bandarán
José Sebastián y Bandarán (Sevilla, 1885-Sevilla, 1972) fue un sacerdote, profesor e historiador español.

## Biografía
Nació el 15 de diciembre de 1885 en Sevilla. De su padre habría heredado el amor a las bellas artes, y de su abuelo materno la afición a las buenas letras. Después de cursar el Bachillerato en el Instituto de Sevilla, ingresó en el Seminario y recibió el presbiterado en 1909.
Explicó en el Seminario hispalense las cátedras de Lengua francesa, Sagrada Arqueología, Teología Pastoral y Sagrada Liturgia. Ingresó en la Real Academia Sevillana de Buenas Letras el 30 de octubre de 1916 con un acto de recepción en el que leyó un discurso sobre el tema Fundación de la Compañía de Jesús en Sevilla (Sevilla, 1916), al cual contestó Luis Montoto y Rautenstrauch. Sacó del abandono un lienzo de Roelas y una Purísima de Montañés, además de devolver a la biblioteca capitular el incunable Astrologia judiciaria, anotado por Fernando Colón, joya bibliográfica perdida durante un siglo.
Escribió textos como El Arcediano de Carmona Don Mateo Vázquez de Leca, El Dogma de la Inmaculada Concepción, Sevilla en la guerra de la Independencia (Sevilla, 1911), Últimos días de un apóstol, datos sobre la muerte del padre Tarín, El hermano Toribio de Velasco, Influencia de la mujer en la criminalidad (Sevilla, 1912), San Ignacio de Loyola considerado como pedagogo, Noticia histórica de San Casiano, mártir de Imola y Estudio psicológico de Don Quijote de la Mancha, Dulcinea del Toboso y Sancho Panza. En octubre de 1915 publicó en la prensa una serie de artículos sobre las imágenes de la Virgen veneradas en Sevilla. Falleció el 21 de noviembre de 1972 a causa de una hemorragia cerebral.